# South London

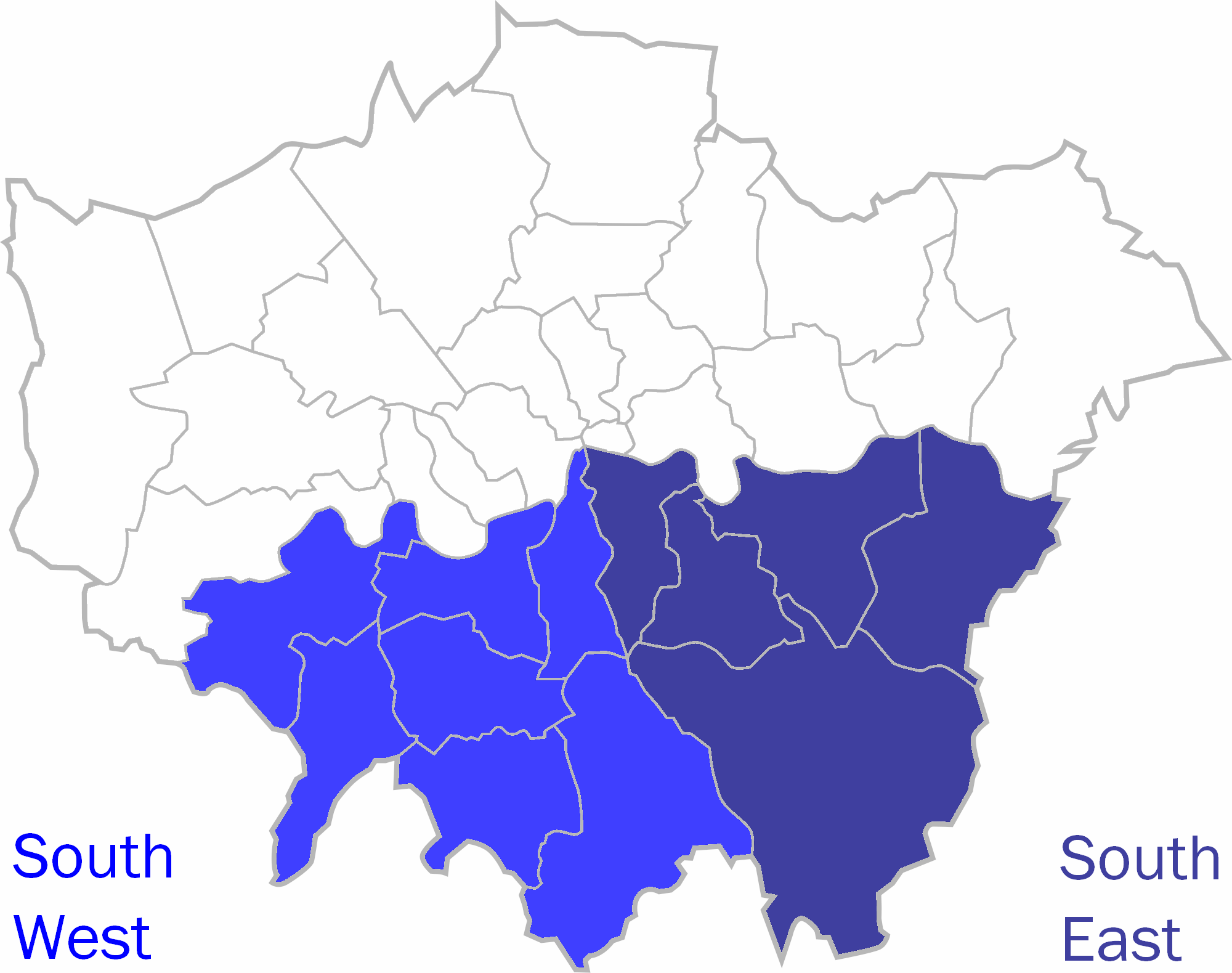
South East i South West London, segons el Pla de Londres.

South London (en català, Londres sud) és un terme utilitzat per la "Comissió de Límits" (Boundary Commission) per designar la part sud del Gran Londres, Anglaterra.
El terme South London és comunament utilitzat per definir aquells districtes que es troben al sud del riu Tàmesi i en les àrees postals SE, SW i CR. Inclou doncs els districtes de Bexley, Bromley, Croydon, Greenwich, Kingston, Lambeth, Lewisham, Merton, Richmond, Southwark, Sutton i Wandsworth.
Alguns districtes de les àrees postals BR, SM, KT i DA, a vegades també s'inclouen al terme de South London. Això inclou Bromley, Bexley, Sutton i Kingston.
El sud de Londres va sorgir originalment de Southwark, registrat per primera vegada com Suthriganaweorc, que significa "fort dels homes de Surrey". Des de Southwark, Londres es va estendre més avall cap al nord de Surrey i l'oest de Kent.

## Evolució

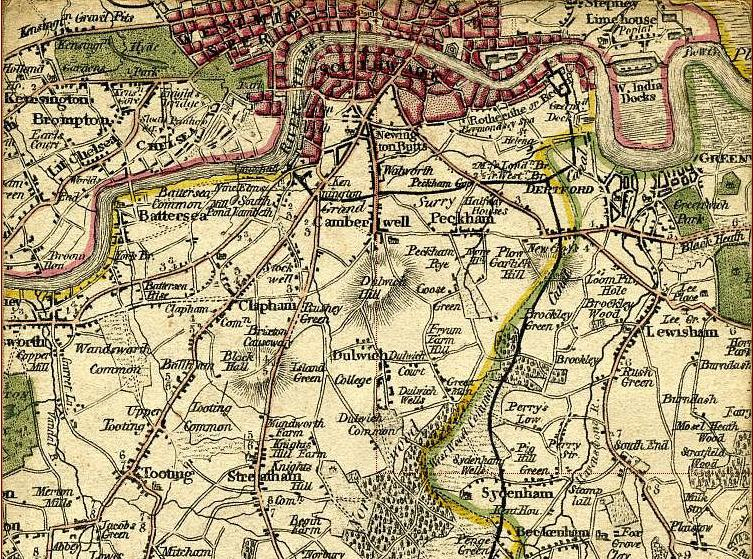
Sud de Londres l'any 1800. La frontera entre Surrey i Kent es mostra cap al sud des de Deptford, passant per Sydenhamh mentre Kingston, Croydon i Bromley es van unir gradualment amb el sud de Londres, formant el Gran Londres el 1965.

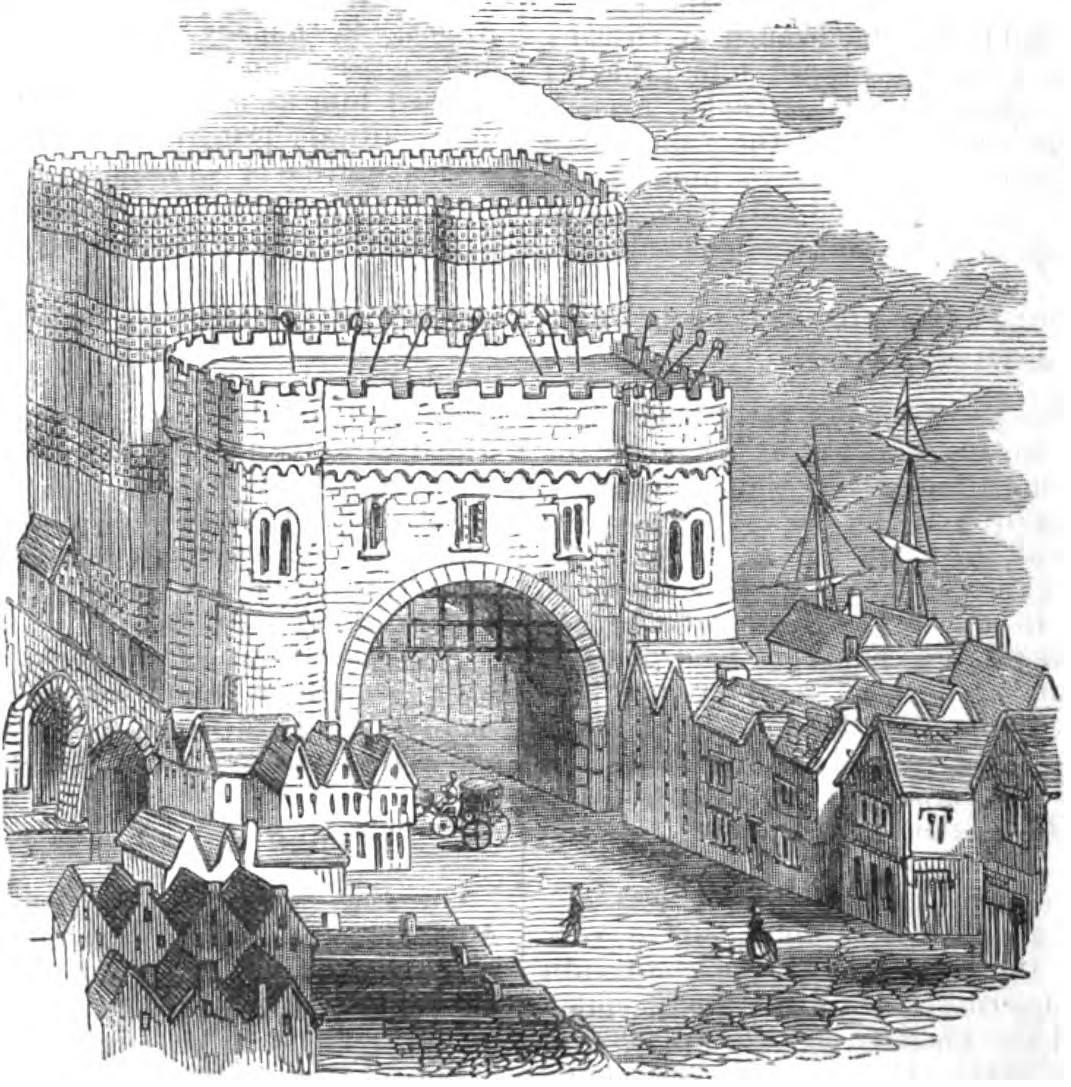
Els caps dels traïdors es mostraven sobre punxes, al portal sud de Pont de Londres

El sud de Londres va començar a Southwark a l'extrem sud del Pont de Londres, el primer pas permanent sobre el riu Tàmesi. El primer desenvolupament de la zona va ser com a conseqüència directa de l'existència i ubicació del pont.
Southwark va ser coneguda per primera vegada com Suthriganaweorc, la fortalesa dels homes de Surrey, esmentada a Burghal Hidage com a part del sistema militar creat per Alfred el Gran per derrotar el Gran exèrcit pagà dels Vikings. Southwark també es coneixia com a Borough pel fet de ser un antic municipi incorporat des de 1295. Des de 1550 fins a 1899 va ser administrat com a part de La City i es va referir com el barri de Bridge Without.
El 1720, el 'Survey of London' de John Strype va descriure Southwark com una de les quatre zones diferents de Londres. En aquesta obra descriu la ciutat de Londres, Westminster (oest de Londres), Southwark (sud de Londres) i 'That Part Beyond the Tower' (a l'est de Londres). La zona que ara es coneix habitualment com el North London es va desenvolupar més tard. Fins a mitjans del segle XVIII, no hi havia cap altre pont que travessés el riu i, per tant, el creixement urbà va ser considerablement més lent al sud que a les zones al nord del Tàmesi.
L'obertura el 1750 del pont de Westminster i altres ponts posteriors a l'oest va fomentar el creixement al sud-oest, però només es va construir la Tower Bridge a l'est del pont de Londres, de manera que el sud-est de Londres va créixer més lentament, almenys fins que es van construir els molls comercials de Surrey.
El desenvolupament d'una densa xarxa de línies ferroviàries a mitjans del segle xix va accelerar significativament el creixement. El 1899 es va formar el County of London, que incorporava aquests districtes al sud del riu: Wandsworth, Lambeth, Battersea, Camberwell, Southwark, Bermondsey, Deptford, Lewisham, Greenwich i Woolwich. Durant la primera meitat del segle xx, ciutats dels comtats d'origen com Kingston, Croydon i Bromley es van unir gradualment amb el sud de Londres, fins que es va formar el Gran Londres el 1965.

## Transport
Una característica significativa de la geografia econòmica del sud de Londres és que, tot i que hi ha més de trenta ponts que uneixen la zona amb l'West London i La City, només n'hi ha un, el Tower Bridge, que uneix la zona amb East London.
Al sud del Tàmesi hi ha molt poca de la xarxa ferroviària subterrània , en gran part a causa de la geologia difícil Tanmateix, la tecnologia del segle XXI fa que els túnels siguin molt més assequibles, i això pot conduir a una millora del subministrament de metro al sud de Londres amb la línia Chelsea-Hackney Line proposada juntament amb les extensions de les línies Northern i Bakerloo.

## Districtes
Els 12 districtes de Londres són els següents:
|  | Districtes de Londres | Districtes postals | Subregions 2008 | Assemblees de Londres  | Comtats històrics | Inner London/Outer London                  |
|  | --------------------- | ------------------ | --------------- | ---------------------- | ----------------- | ------------------------------------------ |
|  | Bexley                | DA, SE             | South East      | Bexley and Bromley     | Kent              | Outer London                               |
|  | Bromley               | BR, DA, SE, TN, CR | South East      | Bexley and Bromley     | Kent              | Outer London                               |
|  | Croydon               | CR, SE, SW, BR     | South West      | Croydon and Sutton     | Surrey            | Outer London                               |
|  | Greenwich             | SE, DA, BR         | South East      | Greenwich and Lewisham | Kent              | Inner London (Outer London for statistics) |
|  | Kingston              | KT, SW,            | South West      | South West             | Surrey            | Outer London                               |
|  | Lambeth               | SE, SW             | South East      | Lambeth and Southwark  | Surrey            | Inner London                               |
|  | Lewisham              | SE, BR             | South East      | Greenwich and Lewisham | Kent              | Inner London                               |
|  | Merton                | CR, SM, SW, KT     | South West      | Merton and Wandsworth  | Surrey            | Outer London                               |
|  | Richmond              | TW,SW              | South West      | South West             | Surrey            | Outer London                               |
|  | Southwark             | SE                 | South East      | Lambeth and Southwark  | Surrey            | Inner London                               |
|  | Sutton                | SM, KT,            | South West      | Croydon and Sutton     | Surrey            | Outer London                               |
|  | Wandsworth            | SW                 | South West      | Merton and Wandsworth  | Surrey            | Inner London                               |